# هيدكي نيشيمورا
هيدكي نيشيمورا (باليابانية: 西村 英樹) (15 أبريل 1983 في أوساكا في اليابان – )؛ هو لاعب كرة قدم ياباني سابق كان يلعب كلاعب وسط.

## روابط خارجية
- هيدكي نيشيمورا على موقع رابطة كرة القدم اليابانية للمحترفين (اليابانية)